# Jozef Kožlej
Jozef Kožlej (Stropkov, 8 juli 1973) is een voormalig voetballer uit Slowakije, die in de zomer van 2010 zijn profcarrière als centrumspits afsloot bij het Cypriotische Olympiakos Nicosia. Hij speelde eerder profvoetbal in onder meer Slowakije, Duitsland en Griekenland gedurende zijn carrière. In het seizoen 1996/1997 was hij topscorer in de Slowaakse competitie met 22 doelpunten.

## Interlandcarrière
Kožlej speelde in totaal 26 interlands (drie doelpunten) voor het Slowaakse nationale elftal in de periode 1996-2005. Hij scoorde onder meer voor de nationale ploeg op 2 februari 1997 in het vriendschappelijke duel in Cochabamba tegen Bolivia (0-1).
| Interlanddoelpunten | Interlanddoelpunten | Interlanddoelpunten | Interlanddoelpunten | Interlanddoelpunten | Interlanddoelpunten | Interlanddoelpunten |
| №                   | Datum               | Locatie             | Tegenstander        | Goal(s)             | Uitslag             | Wedstrijd           |
| ------------------- | ------------------- | ------------------- | ------------------- | ------------------- | ------------------- | ------------------- |
| 1                   | 2 februari 1997     | Cochabamba, Bolivia | Bolivia             | 83'                 | 0–1                 | Oefeninterland      |
| 2                   | 14 mei 2002         | Prešov, Slowakije   | Oezbekistan         | 47'                 | 4–1                 | Oefeninterland      |
| 3                   | 14 mei 2002         | Prešov, Slowakije   | Oezbekistan         | 79'                 | 4–1                 | Oefeninterland      |

## Erelijst
MFK Kosice
- Slowaaks landskampioen

1997, 1998
- Topscorer Corgoň Liga

1997 (22 doelpunten)